# 남매 (1967년 영화)
"남매"는 1967년 공개된 대한민국의 영화이다.

## 배역
- 김진규
- 박노식
- 고은아
- 김희갑
- 최성호
- 황정순
- 최남현
- 한은진
- 이빈화